# バードランドの夜 Vol.2
『バードランドの夜 Vol.2』（A Night at Birdland Vol. 2）は、ジャズ・ドラム奏者アート・ブレイキーのアルバム（10インチLP）。1954年リリース。レコード番号BLP5038。1956年には収録曲を変更して12インチLP盤（レコード番号BLP1522）がリリースされた。

## 収録曲

### 10インチLP盤

#### A面
1. ウィー・ドット - "Wee-Dot"
2. メイリー - "Mayreh"

#### B面
1. チュニジアの夜 - "A Night In Tunisia"

### 12インチLP盤

#### A面
1. ウィー・ドット - "Wee-Dot"
2. イフ・アイ・ハド・ユー - "If I Had You"
3. クイックシルヴァー（別テイク） - "Quicksilver" (alt. take)

#### B面
1. ナウズ・ザ・タイム - "Now's The Time"
2. コンファメーション - "Confirmation"

## 演奏メンバー
- アート・ブレイキー - ドラムス
- クリフォード・ブラウン - トランペット
- ルー・ドナルドソン - アルトサックス
- カーリー・ラッセル - ベース
- ホレス・シルヴァー - ピアノ